# Armazi
Armazi (gruzijsko: არმაზი) je kraj v Gruziji, 4 km jugozahodno od Mchete in 22 km severozahodno od Tbilisija. Del zgodovinske Velike Mchete je kraj, kjer je bilo istoimensko starodavno mesto in prvotno glavno mesto zgodnjega gruzijskega kraljestva Kartli ali Iberija. Posebej je cvetelo v zgodnjih stoletjih našega štetja, uničila pa ga je arabska invazija v 730-ih.

## Arheologija
Manjša izkopavanja na območju Armazija so leta 1890 razkrila podstavek mestnega obzidja s kamnitimi stopnicami in očistila dvosobno zgradbo, kjer so bili odkriti fragmenti ženskega torza iz 1. stoletja našega štetja. Od leta 1943 do 1948 je bilo opravljeno obsežno izkopavanje pod vodstvom Andria Apakidzeja iz Gruzijske akademije znanosti, ki so se leta 1985 nadaljevala in se še nadaljujejo. Ta kažejo, da so obzidje in stolpi iz nežgane opeke, zgrajeni na temelju iz sekanega kamna v prvi polovici 1. stoletja našega štetja, obdajali vrh hriba in stran, ki se je spuščala navzdol proti reki, površine 30 ha. Zemljišče znotraj obzidja je bilo terasasto, na terasah pa so bile postavljene različne zgradbe.
Ugotovljene so bile tri glavne kulturne plasti: najstarejša sega v 4. do 3. stoletje pred našim štetjem (Armazi I), srednja je iz 3. do 1. stoletja pred našim štetjem (Armazi II), relativno novejša struktura pa pripada 1.-6. stoletja našega štetja (Armazi III). Armazi I je zgrajen iz masivnih kamnitih blokov, ki tvorijo neprepustno podlago, vendar ga je dokončala manj trpežna blatna opeka. Vsebuje tudi veliko dvorano šestih stebrov s streho iz ploščic. Armazi II je znan po templju z apsido. Armazi III je najbogatejša plast, zgrajena iz elegantno rezanih kamnitih blokov, združenih z apneno malto in kovinskimi sponkami. Med ohranjenimi strukturami so kraljeva palača, več bogato okrašenih grobov, kopališče in majhen kamniti mavzolej.
Območje je zdaj državni zaščiten muzej na prostem, ki ga upravljajo kot del Narodnega arheološkega muzeja-rezervata Velike Mchete. 

## Zgodovina
Arheološki dokazi pričajo o tem, da je bil starodavni Armazi veliko obsežnejši kot danes. Armazijeve strateške razmere so narekovale pripravljen dostop do  Darialskega prelaza, glavne ceste čez Visoki Kavkaz, po kateri so Skiti napadali starodavni Bližnji vzhod.
Ime mesta in njegove prevladujoče akropole Armaz-Cihe (dobesedno 'citadela Armazija'; არმაზციხე) se običajno imenuje po Armaziju, glavnem božanstvu poganskega iberskega panteona. Ime se prvič pojavi v zgodnjesrednjeveških gruzijskih analih, čeprav je očitno veliko starejše in se odraža v klasičnem imenu Armastica ali Harmozica pri Strabonu, Pliniju, Ptolemaju in  Kasiju Dionu. Po zbirki srednjeveških gruzijskih kronik je Armazcihe v 3. stoletju pred našim štetjem ustanovil kralj Farnavaz Iberijski v kraju, ki je bil do takrat znan kot Kartli. Ta trdnjava je stala na današnji gori Bagineti, na desnem bregu reke Mtkvari (Kura), na sotočju z reko Aragvi. Druga citadela, Cicamuri (წიწამური) ali Sevsamora pri klasičnih avtorjih, je stala ravno nasproti, na levem bregu reke Aragvi in nadzirala cesto proti gori Kazbeku.
Tudi po vzponu Mchete kot prestolnice Iberije je Armazi ostal sveto mesto iberskega poganstva in eno od obrambnih mest Mchete. Trdnjavo je zajel rimski general Pompej med svojim pohodom leta 65. pr. n. št proti iberskemu kralju Artagu. Uničen objekt nad reko Mtkvari izvira iz tistega časa in se še danes imenuje Pompejev most. Razcvet Armazija se je začel, ko se je Iberija povezala z rimskimi cesarji. Armazijeva Vespazijanova stela je bila odkrita leta 1867 in poroča, da je rimski cesar Vespazijan leta 75. utrdil Armazi za iberijskega kralja Mitridata I. Ta obrambni zid, ki je bil zgrajen na edinstvenem položaju, je preprečil južni izhod Darialskega prelaza, preden se je razširil na ravnico sodobnega Tbilisija in je bil verjetno preventivni ukrep proti Alanom, ki so pogosto prehajali rimske meje s celotnega Kavkaza.
V tem obdobju je Armazi upravljal dedni pitiahš, čigar čin se je približal rangu podkralja ali satrapa in je bil za kraljem drugi v iberijski hierarhiji. V izkopih dedne nekropole te rodbine so bile najdene geme, na katerih so bili portreti dveh teh podkraljev: Asparuh (verjetno sodobnik rimskega cesarja Hadrijana, 117-138) in Zevah (aktiven v 150-ih), redek primer verodostojnih, predkrščanskih gruzijskih portretov.  Aramejski napisi iz Armazija omenjajo tudi kraljevega arhitekta in epitroposa ('Lord Chamberlain').
Armazi je imel osrednjo vlogo v starodavnem gruzijskem kulturnem življenju in pri razvoju lokalne epigrafije v Gruziji pred izumom gruzinske abecede v 5. stoletju. Med številnimi nenavadnimi napisi, ki jih najdemo v Armaziju, je najpomembnejši dvojezični grško-aramejski nagrobni napis, ki spominja na kratko živečo Serapito in njeno plemenito rodoslovje. V nekaterih oblikah vsebuje nenavadno različico aramejske abecede, ki je postala znana kot Armazijska abeceda, čeprav jo je mogoče najti tudi zunaj Armazija, v drugih delih Gruzije.
Serapitina stela (gruzijsko: სერაფიტას სტელა) ali dvojezična Armazijeva stela (gruzijsko: არმაზის ბილინგვა) je pogrebna stela z dvojezičnimi napisi, napisana v starogrščini in armaziki, lokalnem narečju aramejščine, ki so ga našli leta 1940, v Armazi. Stela spominja na kratkotrajno gruzijsko princeso po imenu Serapit. Napisi omenjajo gruzijske monarhe, Farnavaza Iberijskega in Farasmana II. Iberijskega ter druge pripadnike aristokracije. Napisi so datirani v leto 150 . Znana je kot KAI 276.
S prenosom gruzijske prestolnice v Tbilisi v poznem 5. ali začetku 6. stoletja je Armazi postopno propadal. Še vedno je imel svojega visokega poveljnika. Mesto je dokončno uničil in porušil do tal leta 736 arabski poveljnik Marvan ibn Mohamed (bodoči omajadski kalif Marvan II.).
Mesto Armazi od takrat ni bilo oživljeno. Med letoma 1150 in 1178 je bil zgrajen gruzijski pravoslavni samostan svete Nine. To je dvoranska cerkev s šestimi apsidami, ki je tako kot tudi z njo povezane strukture zdaj v veliki meri v ruševinah. Ohranjeni so le nekateri drobci stenskih poslikav iz 12. stoletja.